# Леньков, Александр Сергеевич
Алекса́ндр Серге́евич Ленько́в (17 мая 1943, Рассказово, Тамбовская область — 21 апреля 2014, Москва) — советский и российский актёр театра и кино, театральный педагог, телеведущий. Народный артист Российской Федерации (1997).

## Биография
Родился 17 мая 1943 года в Рассказове Тамбовской области, в эвакуации, где находился всего месяц, а детство и юность провёл в Москве. Мать Ольга Дмитриевна — выпускница Московского педагогического института, преподавала высшую математику, отец Сергей Сергеевич — инженер по ракетным технологиям.
Дебютировал в десятилетнем возрасте в спектакле театра имени Моссовета «Студенты третьего курса».
В 1965 году Александр Леньков окончил студию при театре им. Моссовета (педагог Юрий Александрович Завадский) и был принят в труппу МАДТ имени Моссовета. С этого времени являлся актёром этого театра, снимался в кино, выступал на телевидении и радио. Позже начал педагогическую деятельность во ВГИКе.
В 1964 году впервые снялся в кино в фильмах «Дайте жалобную книгу» и «Ключи от неба», которые принесли ему широкую известность. Леньков также запомнился образом нескладного мужчины-холостяка в фильме «Зимняя вишня». Снимался преимущественно в ролях второго плана и эпизодах комедийного характера.
На радио артист озвучивал роль Андрея Алексеевича Азбучкина в передаче для детей «Весёлая азбука». В начале и середине 1980-х годов вёл передачу для детей «Умелые руки».
В 2001 году передачи «КОАПП» и «Тушите свет» с участием Александра Ленькова получили три премии ТЭФИ.
В 2013—2014 годах, вплоть до своей смерти, был ведущим телепередачи «Сказки для самых маленьких» на телеканале «Радость моя» (дед Евсей).
Скончался на 71-м году жизни в ночь на 21 апреля 2014 года после тяжёлой и продолжительной болезни (рак желудка) в Москве. Последние полгода провёл в больнице, где перенёс несколько хирургических операций. Гражданская панихида состоялась 23 апреля 2014 года в Театре имени Моссовета. Похоронен на Троекуровском кладбище (участок 8а).

## Личная жизнь
- Жена — Елена
- Дочь — Екатерина (род. 1969)
- Внук — Филипп (род. 1992).

С будущей женой познакомился ещё в школе.

## Награды и звания
- Заслуженный артист РСФСР (1980)
- Народный артист Российской Федерации (30 мая 1997 года) — за большие заслуги в области искусства[13]
- Орден Дружбы (20 мая 2004 года) — за многолетнюю плодотворную деятельность в области культуры и искусства[14]

## Творчество

### Роли в театре
Театр Моссовета
- «Братья Карамазовы» — Николай Парфёнович
- «Буря» (реж. Деклан Доннеллан) — Гонзало, советник короля Неаполитанского
- «Венецианский купец» (реж. Андрей Житинкин) — Шут
- «В пространстве Теннесси У.» — Року
- «В случае убийства обращайтесь…» — Хаббард
- «Василий Тёркин» (А. Твардовский) — Василий Тёркин
- «Два вечера в мае» — Яша
- «Двенадцатая ночь» (У. Шекспир) — сэр Тоби
- «День приезда — день отъезда» (П. Хомский) — Чернов
- «Кавалеры» — Паскуале
- «Канотье» — Сухинин
- «Король-фанфарон» — До-Ре-Ми
- «Лес» — Несчастливцев (Театральное агентство «Арт-Партнёр XXI»)
- «Любовью не шутят» (А. де Мюссе) — мадам Плюш
- «Мужчины по выходным» — Зюзюкин
- «На полпути к вершине» — Базил Эттервуд
- «Не будите мадам» — Фессар
- «Не было ни гроша, да вдруг алтын» — Михей Крутицкий
- «Прикосновение» — Андрей
- «Пчёлка» (А. Франс) — Король Лок
- «Свадьба Кречинского» — Расплюев
- «Серебряный век» — Матвей
- «Театр Гарсиа Лорки» — Кристобаль
- «Три сестры» — Ферапонт
- «Учитель танцев» — Белардо
- «Царская охота» — Бониперти
- «Цезарь и Клеопатра» — Птоломей, Перс
- «Чайка» (А. Чехов) — Евгений Дорн
- «Школа неплательщиков» — Лашапелот
- «Шум за сценой» (М. Фрейн) — Роджер Трамплейн, Гарри, Селздон
- «Эдит Пиаф» (В. Легентов) — Луи, Жак
- «Я, бабушка, Илико и Илларион» — Илико
- «Пчёлка» (А. Франс) — Лок, король гномов

#### Международная конфедерация театральных союзов
- «Борис Годунов» — Юродивый, отец Мисаил (режиссёр — Д. Доннелан)

#### Центр драматургии и режиссуры п/уАлексея КазанцеваиМихаила Рощина
- «А. — это другая» (режиссёр Ольга Субботина)

#### Театр «Содружество актёров Таганки»
- Спектакль-комедия «Блэз» (режиссёр Сергей Алдонин)

### Фильмография
- 1964 — Непридуманная история — Феликс Фоняков
- 1964 — Весенние хлопоты — Радик, студент-физик
- 1964 — Ключи от неба — Семён Иванович Лагода
- 1965 — Дайте жалобную книгу — Павлик, руководитель молодёжного ансамбля
- 1966 — Королевская регата — Лёня
- 1971 — Батька — Сашок, партизан
- 1972 — Ждём тебя, парень — Петька
- 1972 — Улица без конца — Лёня
- 1972 — День моих сыновей — Константин
- 1973 — Ни пуха, ни пера! — Пётр
- 1974 — Отроки во Вселенной — робот-исполнитель
- 1974 — Незабытая песня — Курчёнок
- 1975 — Весна двадцать девятого — Максим
- 1975 — Соло для слона с оркестром — Алёша
- 1976 — По секрету всему свету — папа Дениса
- 1976 — Солдат и мать — солдат
- 1976 — Отпуск, который не состоялся — Андрей Ухтомский
- 1978 — Расписание на послезавтра — Игорь Николаевич
- 1979 — Весенняя Олимпиада, или Начальник хора — мичман Рыжкин
- 1980 — И вечный бой… Из жизни Александра Блока
- 1980 — Чрезвычайные обстоятельства — Саша Кулагин, водитель бензовоза
- 1982 — Взять живым — военкор Ким Птицын
- 1982 — Вы чьё, старичьё? — милиционер Валерьян
- 1983 — Магия чёрная и белая — Валентин Дмитриевич, классный руководитель
- 1983 — Приключения Петрова и Васечкина, обыкновенные и невероятные — странный дворник
- 1984 — Макар-следопыт — Тимофей
- 1985 — Зимняя вишня — холостяк Вениамин
- 1986 — Тайна Снежной королевы — Снеговик
- 1987 — Загадочный наследник — Грязнов, продажный журналист эмигрантской газеты
- 1988 — Маленькая Вера — Михаил Петрович
- 1988 — Остров Ржавого генерала — робот Баба-Яга
- 1989 — В городе Сочи тёмные ночи — отец Лены
- 1989 — Во бору брусника — Кирилл, сын Егорова
- 1990 — Сэнит зон — начальник вокзала Зыкин
- 1991 — Говорящая обезьяна — Коля Марьин, владелец крокодила
- 1991 — Похороны на втором этаже — Картавый
- 1991 — Исчадье ада — Генрих, бомбист
- 1992 — Доброй Ночи — Славик, алкоголик
- 1992 — Паутина — Гриша
- 1992 — Трактористы 2 — Москвич
- 1993 — Давайте без фокусов! — клиент
- 1993 — Желание любви — гость Круковского
- 1993 — Кодекс молчания 2: След чёрной рыбы — Артур Андреевич Макаров
- 1993 — Мечты идиота — крупье
- 1993 — Про бизнесмена Фому — товарищ Басурманов
- 1995 — Трамвай в Москве — монтёр в трамвайном депо
- 1995 — На углу, у Патриарших-2 — Аркадий
- 1995 — Зимняя вишня 3 — холостяк Вениамин
- 1996 — Агапе — Паша
- 1996 — Возвращение «Броненосца» — кавалер Верки
- 1996 — Доктор Угол (серия «Практик»)
- 1996 — Страницы театральной пародии
- 1996 — 1997 — Клубничка — Александр Сергеевич Белянчиков, постоянный посетитель
- 1998 — Князь Юрий Долгорукий — браконьер
- 1998 — Сибирский цирюльник — учёный
- 1999 — Директория смерти — астролог
- 2000 — Марш Турецкого — Михаил Спирин, поэт-алкоголик
- 2001 — Дракоша и компания — Коновалов
- 2001 — Остановка по требованию 2 — Борцов
- 2002 — Ха! —
- 2002 — Провинциалы — режиссёр Волгин
- 2002 — Дурная привычка — Склифосовский, пластический хирург
- 2003 — Тёмная лошадка — Адам Борисович, авторитет
- 2003 — Сибирочка — мистер Розетти
- 2003 — Есть идея — Кирыч
- 2004 — Отражения
- 2004 — Воры и проститутки. Приз — полёт в космос
- 2004 — Hello, Дохлый! — доктор
- 2004—2008 — Фитиль (телеканал «Россия») — разные роли (сюжеты «Честный суд» «Прожектор в новостройке», «Торжество науки», «Вспомнить всё», «Семёныч», «Популярная астрономия», «Искусство для всех», «В бой идут одни старики»)
- 2005 — Человек войны — Урбан, ювелир-еврей
- 2005 — Страсти по кино, или Господа киношники — Козин-Оболенский, сценарист
- 2006 — Погоня за ангелом — бомж
- 2006 — Папараца — Алексей Алексеевич, старый актёр
- 2006 — Папа на все руки — профессор
- 2006 — Люба, дети и завод… — профессор
- 2006 — Большие девочки — Исаак Ньютон или Савелий Пискунов
- 2006 — Рельсы счастья — Старик
- 2007 — Мороз по коже — Митя
- 2007 — Путешествие — Кулибин
- 2007 — Путейцы — старик
- 2008 — Ермоловы — смотритель в Замке
- 2009 — Книга мастеров — Староста, учитель камнерезного мастерства
- 2009 — Пуля-дура 2. Агент почти не виден — Павел Никитич Флёров, отец Радика
- 2010 — Игрушки — Леопольд Дормидонтов, поэт
- 2010 — Сыщик Самоваров — Ефим Моисеевич Шехман, старый актёр
- 2010 — Цветы от Лизы — Харитон Васильевич, отец Лизы
- 2011 — Карамель — Лев Радикович
- 2011 — Голубка — дядя Саша
- 2012 — Интерны — Натан Донатович Купитман, отец венеролога Купитмана
- 2012 — Деффчонки — Виктор Борисович, дедушка Костика
- 2012 — День додо — директор музея Владислав Юлианович
- 2012 — Дорога на остров Пасхи — «Старичок», вор в законе
- 2013 — Учитель в законе. Возвращение — «Седой» (Григорий Бахрушин), «вор в законе»
- 2013 — Две зимы и три лета — Митенька Малышня
- 2014 — Умельцы — Серафим
- 2014 — Земский доктор. Любовь вопреки — Егор Петрович, звонарь
- 2014 — Феликс и его любовь (к/м) — Феликс Былицкий

### Киножурнал «Ералаш»
- 1989 — Выпуск № 74 (сюжет «Фирменное блюдо»)[15] — папа Вовы
- 1991 — Выпуск № 87 (сюжет «Верное средство»)[16] — инструктор по парашютному спорту
- 1992 — Выпуск № 94 (сюжет «Перекрёсток»)[17] — папа мальчика
- 2011 — Выпуск № 256 (сюжет «Последнее желание»)[18] — дедушка мальчика

#### Телеспектакли
- 1969 — Конец «Чёрных рыцарей»
- 1970—1979 — Наши соседи[19]
- 1973 — Василий Тёркин
- 1976 — Рассказы Марка Твена — репортёр
- 1977 — Джентльмены, которым не повезло
- 1981 — Безобразная Эльза — Пертти Орас, скульптор
- 1984 – Весёлая вдова – Никош
- 1989 — Село Степанчиково и его обитатели — Ежевикин
- 2004 — Эта пиковая дама — Марек

### Озвучивание

#### Мультфильмы и мультсериалы
- 1979 — Обида (цикл «Четвёрка друзей») — Енот
- 1980 — Испорченная погода (цикл «Четвёрка друзей») — Енот
- 1980 — Однажды утром (цикл «Четвёрка друзей») — Енот
- 1981 — Сон (цикл «Четвёрка друзей») — Енот
- 1981 — Жил-был Саушкин. Фильм 1
- 1982 — Жил-был Саушкин. Фильм 3
- 1982 — Маленький Рыжик — Лабан
- 1984 — Дом для Кузьки — Нафаня (в титрах не указан)
- 1984 — Хочу Луну — Чародей
- 1985 — Пекка — Леший
- 1986 — Как дед за дождём ходил — Ветерок
- 1986 — Новоселье у Братца Кролика — Братец Сарыч / Братец Енот
- 1986 — Школа помощников (фильм первый) — Микрофончик (в титрах не указан)
- 1986 — Школа помощников (фильм второй) — Микрофончик (в титрах не указан)
- 1988 — Домовой и хозяйка — племянник хозяйки
- 1988 — Кот, который умел петь — Кот
- 1990 — Невиданная, неслыханная — Кот
- 1990 — Новое платье короля — Портной
- 1991 — В стране Бобберов. Гомункулус — Оракул Мунуил
- 1991 — Пипа и генерал-полковник — текст от автора
- 1991 — По лунной дороге — Юноша
- 1992 — Счастливый принц — писатель
- 1992 — Большой налёт — сова Сплюшка
- 1993 — Война слонов и носорогов — слон-король Бабар
- 1993 — В стране Бобберов. Обед с господином Грызли — Оракул Мунуил / Уильям Бобберман
- 1993 — Сквозняк — Андрей Ефимыч Рагин
- 1995 — Сказка про дурака Володю (Весёлая карусель № 29) — Секретарь ООН / Змей Горыныч
- 1995 — Теремок (Весёлая карусель № 29) — Волк / Ёжик
- 1997—1998 — Незнайка на Луне — Стекляшкин (2, 10, 11 и 12 серия) / Хапс (7 серия) / Скуперфильд (7—9 серии) / один из голосов в толпе (8 серия) / бандит Мухомор (11 серия)
- 1997 — Академия собственных ошибок, или Братья Пилоты спасают Россию — Коллега
- 1998 — Волшебная свирель — Афсати
- 2000 — Сундук — Волк / Ёжик
- 2001 — Праздник — Волк / Ёжик
- 2001 — Я люблю мультфильмы. Всё о казаках — Коллега
- 2003 — Дятлоws — папа Дятлов
- 2003 — Грибок — Волк / Ёжик
- 2004—2013 — Гора самоцветов — вступительный текст / некоторые серии мультпроекта (включая «Проделки лиса»)
- 2005 — Поединок — Волк / Ёжик
- 2006 — Гофманиада — ведьма
- 2006 — Кролик с капустного огорода — кролик / аист
- 2007 — Социальные ролики: правила дорожного движения — Коллега / Карбофос
- 2009 — Социальная реклама о новых возможностях владельцев ОСАГО — Коллега / Карбофос
- 2012 — От винта 3D — Михалыч

#### Фильмы
- 1994 — Волшебник Изумрудного города — Тотошка
- 2008 — Полторы комнаты, или Сентиментальное путешествие на родину — кот

#### Телепередачи
- 1965—1997 — Будильник — различные роли
- 1994—1996 — Мультитроллия (1-й канал Останкино, ОРТ) — Мультитролль
- 1997—1999 — Чердачок Фруттис (ОРТ, ТВ-6) — Коллега
- 2000 — Академия собственных ошибок (М1) — Коллега
- 2000—2006 — «Тушите свет!», «Десять лет, которые потрясли нас», «Красная стрела», «Без скидок», «Открытие России», «Моя хата с краю» — Степан Капуста и эпизодические роли
- 2009 — «Мастер Пин» — Мастер
- 2013—2014 — «Сказки для самых маленьких» (Радость моя) — дед Евсей, кукольных дел мастер

#### Аудиоспектакли и аудиокниги
- Сказки — Радио 4. «Вечерняя сказка для детей»
- «Волшебная лампа Аладдина»
- «Василиса Прекрасная» («Любимые герои». Выпуск 3)
- «Колыбельные сказки»
- «Как ёжик с Мишкой осень ловили»
- Галина Лебедева — «Как Маша поссорилась с подушкой» (сборник), «Приключения Огуречной Лошадки», «То, что надо, для детского сада!»
- Екатерина Жданова — «Кошка Мура, пёс Чарлик и волшебник Сан Саныч», «Лунный вальс», «Весёлые сказки», «О воробьях, синичках и разных прочих птичках»
- «Паровозик из Ромашково»
- Корней Чуковский — «Муха-Цокотуха», «Путаница», «Краденое солнце» и другие сказки
- Агния Барто — «Игрушки». Стихи
- Павел Бажов — «Голубая змейка»
- Гофман — «Золотой горшок»
- Вильгельм Гауф — «Принц-самозванец», «Корабль привидений», «Спасение Фатимы»
- Дмитрий Мамин-Сибиряк — «Серая Шейка», «Алёнушкины сказки», «Умнее всех»
- Ханс Кристиан Андерсен — «Дюймовочка», «Русалочка», «Оле-Лукойе», «Огниво»
- Пётр Ершов — «Конёк-Горбунок» (Сб. — «У лукоморья дуб зелёный…»)
- Антоний Погорельский — «Чёрная курица, или Подземные жители»
- Карло Коллоди — «Пиноккио»
- Алексей Толстой — «Золотой ключик, или Приключения Буратино»
- Алан Милн — «День рождения ослика Иа»
- Михаил Булгаков — «Воспаление мозгов»
- Антон Чехов — «Рождественские истории»
- Николай Гоголь — «Мёртвые души», «Нос»
- Антуан де Сент-Экзюпери — «Маленький принц»
- Жорж Сименон — «Мегре и строптивые свидетели»
- Агата Кристи — «Таинственный посетитель» (Золотой фонд радио-спектаклей по мотивам произведений Агаты Кристи — Часть 1, 3-я книга)
- Василий Аксёнов — «Затоваренная бочкотара»
- Оскар Уайльд — «Кентервильское привидение»
- Герберт Уэллс — «Человек-невидимка»
- Джек Лондон — «Кража»
- Жюль Верн — «Таинственный остров» (аудиоспектакль)
- Александр Лукин. Цикл «Развивающие аудиоэнциклопедии» Лермонтов, Пушкин, Толстой, Чехов.
- Владислав Крапивин — «Дети синего фламинго»

#### Документальные фильмы
- 2000 — «Криминальная Россия» — серия «Дневник оборотня»
- 2011 — «Их Италия» — закадровый перевод иностранной речи

### Дубляж и закадровое озвучивание

#### Фильмы

##### Дэвид Келли
- 2005 — Чарли и шоколадная фабрика[20] — дедушка Джо
- 2007 — Звёздная пыль[20] — привратник

##### Другие фильмы
- 2007 — Типа крутые легавые — констебль Боб Уокер (Карл Джонсон)[21]
- 2010 — Гарри Поттер и Дары Смерти: Часть 1[20] — Наземникус Флетчер (Энди Линден)
- 2011 — Ханна. Совершенное оружие[20] — Кнепфлер (Мартин Вуттке)

#### Мультфильмы
- 1963 — Меч в камне — Мерлин[21] (дубляж студии «Пифагор» по заказу компании «Disney Character Voices International», 2005 г.)
- 1970 — Коты-аристократы — Рокфор[22] (дубляж студии «Пифагор» по заказу компании «Disney Character Voices International», 2005 г.)
- 1973 — Робин Гуд[23] — сэр Хисс (змея), стража (дополнительная концовка) (дубляж студии «Пифагор» по заказу компании «Disney Character Voices International», 1999 г. и 2006/2007 гг.)
- 2007 — Шрек Третий — Мерлин[7][20]
- 2008 — Приключения Десперо — Ховис[20][24]
- 2011 — Секретная служба Санта-Клауса — дед Санта[20]

#### Мультсериалы
- 1993[прояснить] — Спиди-гонщик[25] — гонщик Спиди (кроме 29 и 30 серии), второстепенные персонажи (дубляж Телевизионного технического центра, телеканал «2x2»)
- 1994[прояснить] — Черепашки-ниндзя (1991—1993)[прояснить][25] — Донателло, Рафаэль, Кренг, Вернон (второй состав, Телевизионный технический центр, телеканал «2x2»)
- 1985—1991 — Приключения мишек Гамми[26] — эльф Ногам (в серии «И медведи хотят повеселиться», дубляж студии кинопрограмм РГТРК «Останкино», 1992 г.); тукан Арти, Сэр Торнберри, второстепенные персонажи (дубляж студии «Пифагор» по заказу компании «Disney Character Voices International», 2009—2010 гг.)
- 1988—1991 — Новые приключения Винни-Пуха — Пятачок (дубляж студии «Нота» по заказу РТР, 1992—1993 г.)[7][20][25][27][28]
- 1989—1990 — Чип и Дейл спешат на помощь — Дейл (дубляж Телевизионной студии кинопрограмм 1990—1991 гг., 52 серии)[25][27][28][29]
- 1990 — Чудеса на виражах[28] — Баламут, эпизодические и второстепенные персонажи (дубляж студии кинопрограмм РГТРК «Останкино», 1991—1992 гг.)

#### Компьютерные игры и программы
- 2000  — «American McGee's Alice»[30] — кролик
- 2001 — «Проклятые Земли»[31]
- 2001 — «Stronghold»  —  стрелки, лучники, некоторые рыцари[32]
- 2002  — «Medieval: Total War»[33]
- 2002 — «Warcraft III: Reign of Chaos»[7] — Вертолётчик (Gyrocopter), Стрелок (Rifleman), Целитель (Priest), один из голосов Мортирного Расчёта (Mortar Team), Раб (Peon), один из голосов Подрывной Бригады (Goblin Sapper)
- 2002 — «Готика» — призрак Уистлер, вор Мордраг[34]
- 2002 — «Тони Крутони. Бешеная тыква»[35] — Тони Крутони, Попугай Поли, Подглядывающий мальчик
- 2003 — «Муми-тролли: В поисках рубина»[36] — Шляпа, Ондатр
- 2003 — «Arx Fatalis»[37]
- 2004 — «World of Warcraft» — гоблины (механики, стрелки, целители, колдуны, торговцы)[38]
- 2004 — Баба Яга учится читать — Муравей, Заяц
- 2004 — Баба Яга. Пойди туда не знаю куда — Кот, Воробьи, Хомяк
- 2009 — Баба Яга в плену врага. Информатика — Кот
- 2011 — Баба Яга и Проша. Год полный забот — Проша